# おおぐま座デルタ星
おおぐま座δ星は、おおぐま座の恒星。北斗七星の中で唯一の3等星である。

## 概要
おおぐま座β星やデネボラのように、星の周囲を取り巻くダストの円盤が見られる。現在は3等星とされるが、ティコ・ブラーエの星表では2等星とされており、ティコ・ブラーエの星表に従って符号を付けたヨハン・バイエルは他の北斗七星の星と同様に、北極星からの位置を基準として4番目に近いこの星にδの符号を付けている。

## 名称
学名はδ Ursae Majoris（略称はδ UMa）。固有名メグレズ (Megrez)は、アラビア語で「大熊の（尾の）根元」を意味する maghriz al-dubb al-akbar が由来となっている。2016年6月30日に国際天文学連合の恒星の命名に関するワーキンググループ (Working Group on Star Names, WGSN) は、Megrez をおおぐま座δ星の固有名として正式に承認した。
中国名を文曲星といい、学問を司るとされる。